# Burgplatz (Luxemburg)

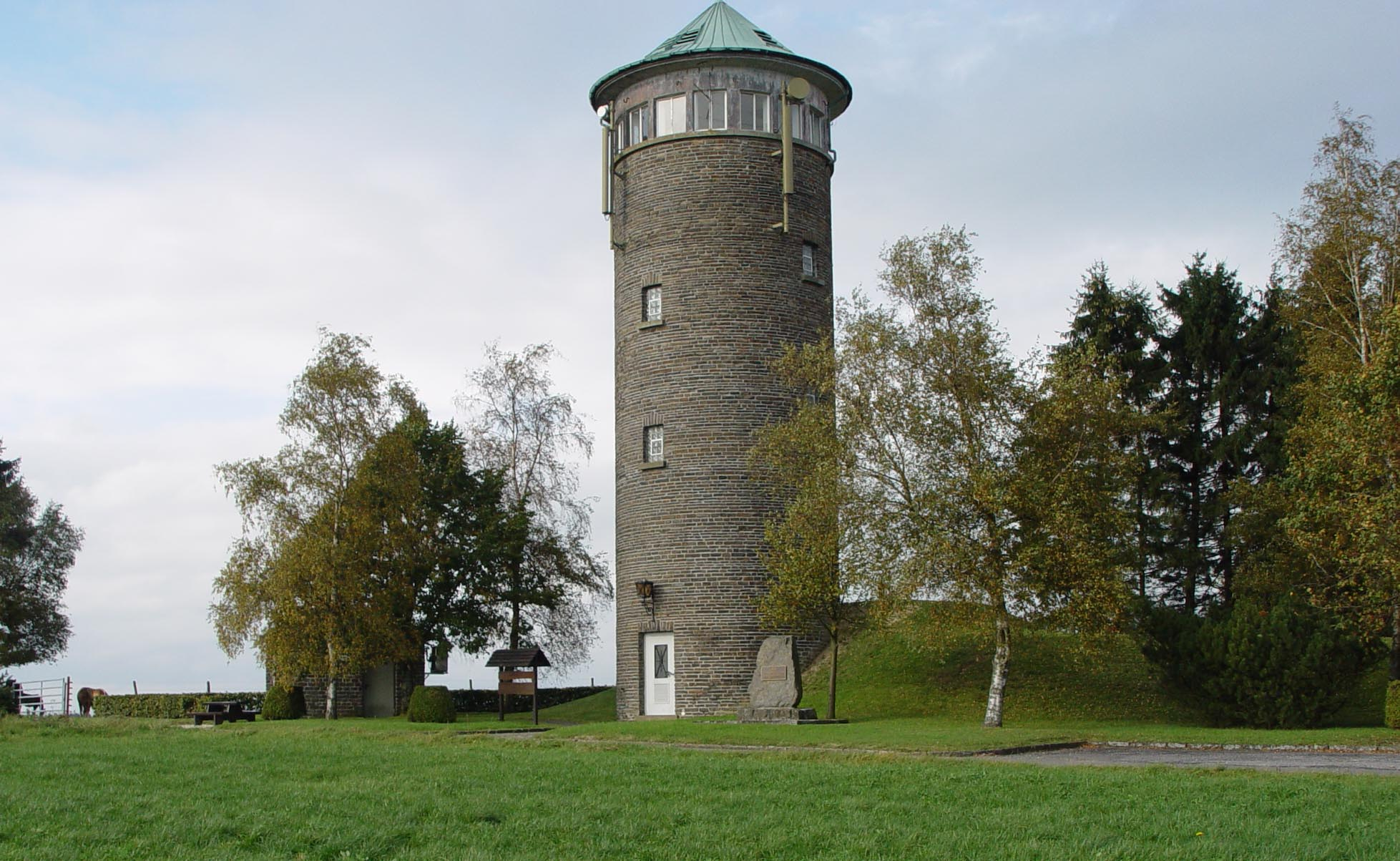
Der Wasserturm auf dem Burgplatz (zu Huldang)

Der Burgplatz (luxemburgisch Buergplazⓘ [bˈuːɐ̯ɕplaːts], auch Buurgplaatz, Buergplaatz, Burrigplatz oder Buergplaz zu Huldang) ist die zweithöchste Erhebung Luxemburgs.
Sie liegt im nördlichen Teil des Landes bei dem Ort Huldingen in der Gemeinde Ulflingen und ist 559 Meter hoch. 
Oft wird diese Erhebung als die höchste Luxemburgs bezeichnet, sie ist aber einen Meter niedriger als der Kneiff. 